# Dash Dolls
Dash Dolls es un programa de telerrealidad estadounidense que se estrenó en la cadena E! el 20 de septiembre de 2015. Es una serie derivada de Keeping Up with the Kardashians. La serie presenta a un grupo de jóvenes empleadas, referidas como Dash Dolls, trabajando en la lujosa DASH boutique en West-Hollywood la cual es propiedad de la familia Kardashian.

## Producción

### Desarrollo
Se dio luz verde a la serie el 26 de marzo de 2014. La serie es emitida en E!, un canal por cable estadounidense que emite mayormente programación de entretenimiento y reality shows. La serie es la sexta entrega en la franquicia de Keeping Up with the Kardashians, siguiendo a Kourtney and Khloé Take The Hamptons, y la primera en no presentar a ningún miembro de la familia Kardashian como elenco principal. La serie es producida por Bunim/Murray Productions y Ryan Seacrest Productions, las mismas compañías que producen Keeping Up with the Kardashians y sus spin-offs; Gil Goldschein, Jeff Jenkins, Farnaz Farjam y Claudia Frank trabajan como productores ejecutivos, junto con las hermanas Kardashian y Kris Jenner. La cadena describe la premisa de la serie como:

Esta nueva generación de chicas boutique asumen el estilo de vida glamuroso que viene con la gestión de una de las franquicias más reconocibles de hoy en día, propiedad de tres jefas famosas y muchas veces exigentes, mientras que hacen malabares con sus romances, fiestas, dramas familiares y otras aspiraciones profesionales.

DASH es una cadena de tiendas de ropa que fue fundada en 2006 por las hermanas Kardashian (Kim, Khloé y Kourtney). Hay varias tiendas operando en los Estados Unidos; la serie de telerrealidad se localiza en una boutique situada en West Hollywood, que abrió sus puertas en 2012 cuando la tienda fue trasladada desde su localización original en Calabasas. El 5 de abril de 2015, la cadena emitió un episodio de Keeping Up with the Kardashians involucrando la historia que presentaba a las Dash Dolls para quienes Khloé Kardashian había organizado un retiro de equipo; Molly Mulshine de The New York Observer notó que el episodio "convenientemente introdujo a las futuras estrellas de Dash Dolls." El sneak peek de la serie fue estrenado el 31 de mayo de 2015. Malika Haqq, una de las principales miembros del elenco, discutió el desarrollo de la serie diciendo:

Es emocionante todos los días para nosotras. A todos los niveles. Trabajando en la tienda, sabemos lo que eso es, pero tan pronto como las cámaras vienen, nosotras estabamos como "Aquí hay magia. Esto será un reality show genial.”

Haqq y su hermana gemela Khadijah han servido como co-managers de la tienda de ropa antes de que la serie de televisión comenzase. "Nostras no pusimos ninguna señal en plan 'Hey queremos una serie.' No sucedió así. Khloé y Kourtney nos preguntaron si les podríamos ayudar. [...] Necesitaban a alguien en quien poder confiar," Malika Haqq discutió sobre hacer negocios con las Kardashian. Haqq también afirmó que trabajar en la tienda siempre ha parecido una serie de televisión a causa de su ambiente único y sus famosas propietarias. "Al final cuando pones a un grupo grande de chicas juntas, vas a acabar con mucho drama," Haqq también añadió. Kim Kardashian ha revelado que ella inicialmente que Keeping Up with the Kardashians se centrase en sus tiendas para atraer la atención de la gente y más tarde dijo que ella "no pensaba que iba a convertirse en lo que se convirtió."

### Elenco
La serie representa el día a día de las empleadas en una de las boutique Dash. La serie presenta a las mejores amigas de Khloé Kardashian, Malika Haqq, quien también ha aparecido en Keeping Up with the Kardashians, y su hermana gemela, Khadijah Haqq, quienes ambas son co-managers de la tienda. El elenco también incluye a la gerente de comercialización de la tienda Durrani Aisha Popal, las asociadas en ventas Stephanie De Souza, Caroline "Alien" Burt, Taylor Cuqua, y Melody "Mel" Rae Kandil, la asistente de gerente Merhanz "Nazy" Farnoosh, la gerente de tienda Jennifer Robi, la coordinadora de ventas  Alexisamor "Lexi" Ramirez, y la experta en media y marketing Melissa "Missy" Flores. Las hermanas Kardashian, quienes poseen la tienda, son además se espera que haya apariciones de invitadas a través de la serie. De acuerdo con las notas de prensa emitidas por el canal, el elenco de la serie está caracterizado como:

Ahora los telespectadores tienen la oportunidad de seguir las vidas las jóvenes, divertidas y sexys empleadas de las hermanas Kardashian mientras ellas manejan sus vidas frenéticas de veintiañeras en Hollywood mientras representan a la marca Kardashian.

## Recepción
Amy Amatangelo, comentó la serie para The Hollywood Reporter, mostrando muy poca emoción al decir que "ya has visto todo antes", y notó mucho parecido con otros programas de telerrealidad, incluyendo "The Real Housewives, The Real World y la serie original, Keeping Up with the Kardashians. Amatangelo también notó "muchas conversaciones y conflictos escenificados" y "más que incómodos". Mark Perigard del Boston Herald dijo que "la franquicia puede haber tocado su fondo", juzgando la serie antes de su estreno.

## Emisión
La serie se estrenó el 20 de septiembre de 2015 en los Estados Unidos en la cadena por cable E! a las 9/8pm hora de la costa oeste, siguiendo a un nuevo episodio de Keeping Up with the Kardashians. La serie continúa emitiéndose cada domingo por la noche en la misma franja horaria. La serie es también emitida en versiones de canales por cable locales por todo el mundo; en Australia la serie se estrenó el 22 de septiembre, y en el Reino Unido el 27 de septiembre de 2015. Todos los episodios están disponibles en numerosos vídeos streaming bajo demanda, incluyendo Amazon Video, iTunes, Google Play, y Movies & TV.